# Františkánský klášter (Praha)
Františkánský klášter na Novém Městě v Praze je konvent založený ve 14. století původně klášter řádu karmelitánů při kostele Panny Marie sněžné v Praze 1-Novém Městě. Klášter františkánů u kostela Panny Marie Sněžné se nachází mezi Václavským a Jungmannovým náměstím. Známá je také klášterní zahrada, která je oblíbeným místem setkávání a odpočinku v centru Prahy.

## Dějiny kláštera

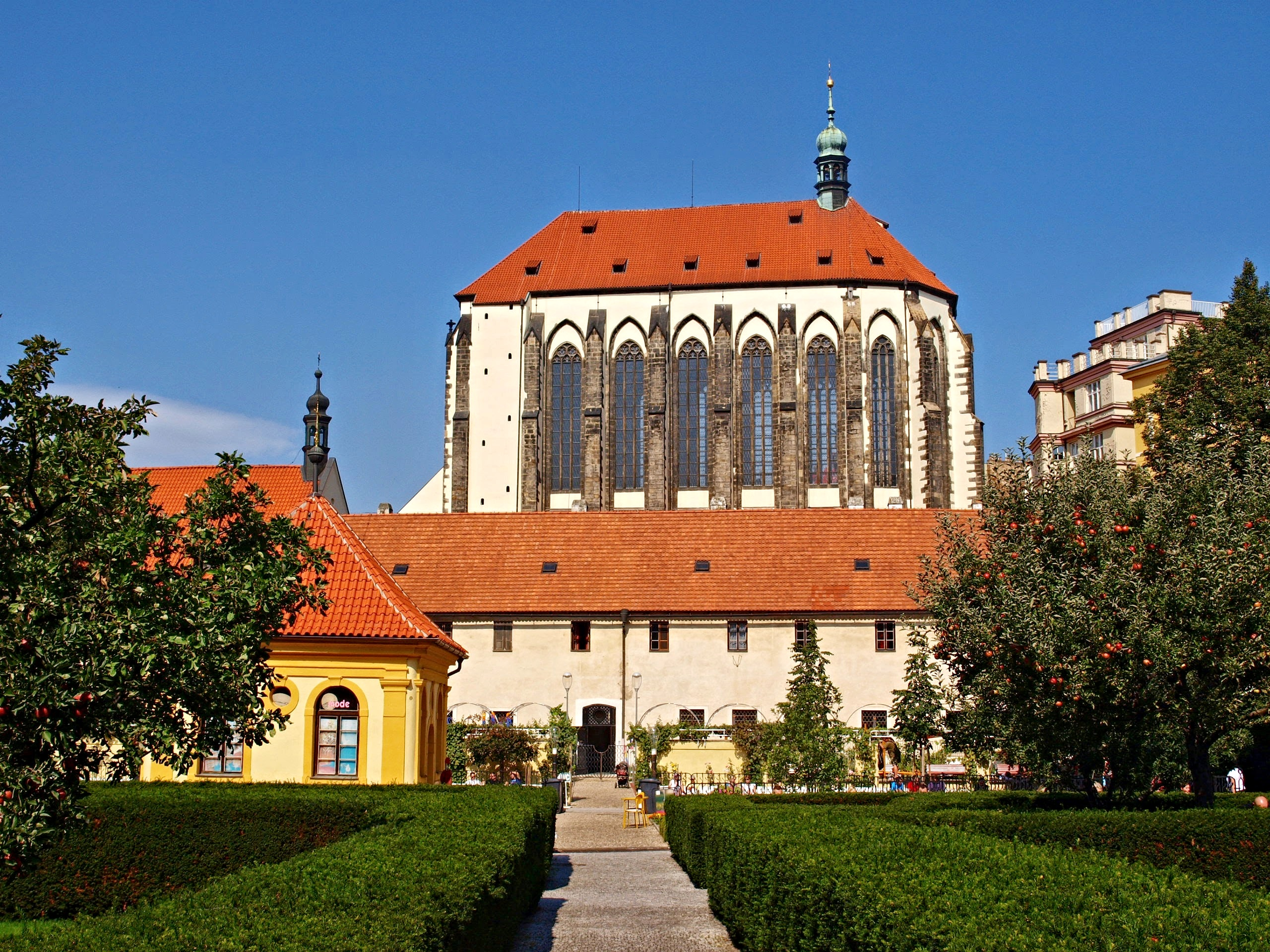
Budova kláštera s chrámem Panny Marie Sněžné od Františkánské zahrady

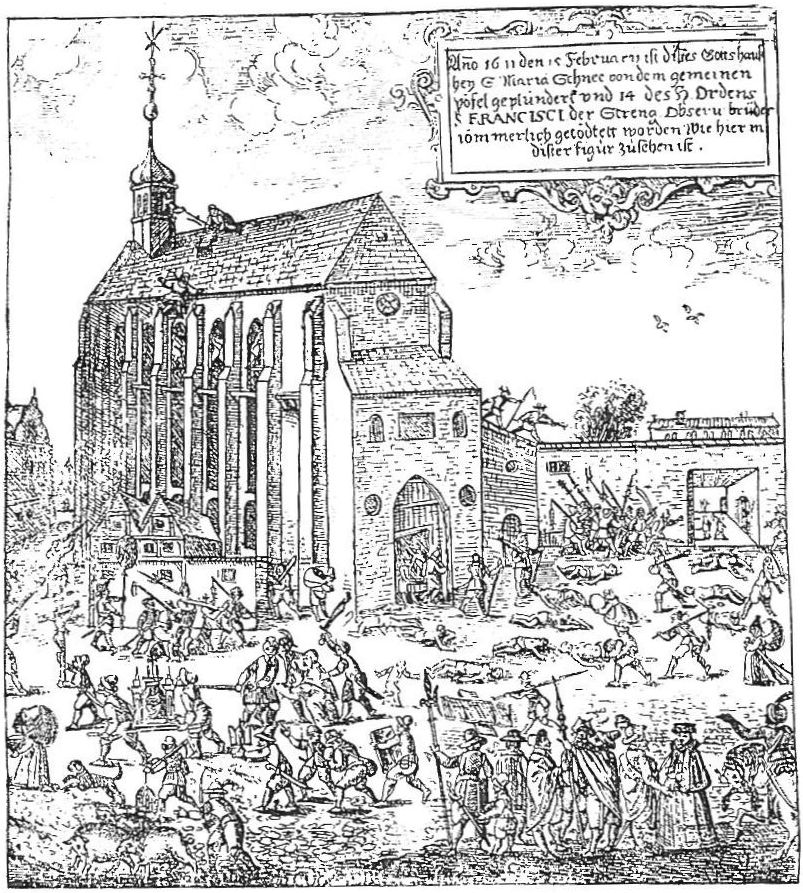
Útok na klášter u Panny Marie Sněžné

Zdejší klášter původně obýval konvent karmelitánů, první v českých zemích, založený roku 1347. Řád zde po roce 1348, v rámci první etapy vývoje pražského Nového Města, vybudoval klášterní zahradu, která sloužila k pěstování užitkových rostlin. Původní klášterní zahrady karmelitánů z roku 1348 byly mnohem rozsáhlejší a sloužily zejména k pěstování bylin, květin i zeleniny, byly zde ovocné stromy, později zde františkáni pěstovali i koření.

### Zničení kláštera
V roce 1412 byl vydrancován (za aktivní účasti Jeronýma Pražského), znovu pak za husitských válek, kdy byli zdejší řeholníci pobiti nebo vyhnáni; vrátili se v roce 1435, ale roku 1484 museli opět uprchnout. Jejich další návrat se uskutečnil v roce 1496, ale vzhledem ke tomu, že areál se nacházel v rozvalinách, se jim řeholní život nepodařilo v plné míře obnovit. Navíc se roku 1566 zřítila klenba kostela, přesto byly ještě na počátku 17. století slouženy bohoslužby v postranní kapli tehdy zasvěcené Panně Marii (od 1. listopadu 1681 je zasvěcena sv. Michaelu archandělovi).

### Františkáni
Rudolf II. v roce 1603 zpustlý klášter i kostel věnoval řádu menších bratří (bosých františkánů). Karmelitáni později (v roce 1627) jako náhradu obdrželi nepříliš vzdálený kostel svatého Havla, při němž si roku 1671 začali budovat nový klášter. Dne 14. června 1604 položil nejvyšší kancléř Zdeněk Vojtěch z Lobkovic, který se o výstavbu také významně zasloužil jako donátor, základní kámen obnoveného konventu. V téže době vytvořili františkáni zahradu v barokním stylu, kterou v průběhu času ještě několikrát terénně upravovali a v ní vystavěli klášterní barokní kapličku. Do dokončení výstavby klášterních budov v roce 1606 však řeholníci bydleli v klášteře minoritů u svatého Jakuba na Starém Městě. V letech 1607 až 1610 byl znovu postaven také kostel.
V roce 1611 klášter vydrancovala pražská lůza, která tím řešila svou frustraci z utrpení po vpádu pasovských. Všech čtrnáct řeholníků, kteří v té době v klášteře pobývali, bylo různým způsobem povražděno. V roce 2012 došlo k jejich beatifikaci.
Řeholní život v klášteře byl obnoven až po roce 1620. V letech 1649-1651 byl v klášterním kostele instalován barokní oltář, který je dodnes největší oltářní architekturou na území Prahy.

### 20. století
V období mezi první a druhou světovou válkou se stal klášter jedním z významných center duchovního života Prahy. Tato doba je spojena hlavně s působením Jana Evangelisty Urbana, autora myšlenky zpřístupnění studia teologie (v poněkud upravené formě) laickým věřícím. V době druhé světové války byly v zahradě vyhloubeny dvě protipožární nádrže, které zde zely až do roku 1985. Po únoru 1948, kdy se k moci dostali komunisté, byl v roce 1950 řád františkánů vyhnán. Zahrada poté sloužila jako veřejná komunikace mezi Václavským a Jungmannovým náměstím.

## Františkánská zahrada
Ke klášteru přiléhá Františkánská zahrada, upravený park zasazený mezi okolní zástavbou protkaný zpevněnými cestami.